# Robert Jonckheere
Robert Jonckheere (* 25. Juli 1888 in Roubaix, Frankreich; † 27. Juni 1974 in Marseille, Frankreich) war ein französischer Astronom.

## Leben
Jonckheere war Sohn eines belgischen Industriellen und entwickelte früh eine Leidenschaft für die Astronomie. Sein Vater stattete ihm sein Observatorium mit einem 8,7-Zoll-Teleskop aus. 1905 trat Jonckheere der Société astronomique de France (Französische Astronomische Gesellschaft) bei.
2013 wurde der Asteroid (164130) Jonckheere nach ihm benannt.

## Entdeckungen

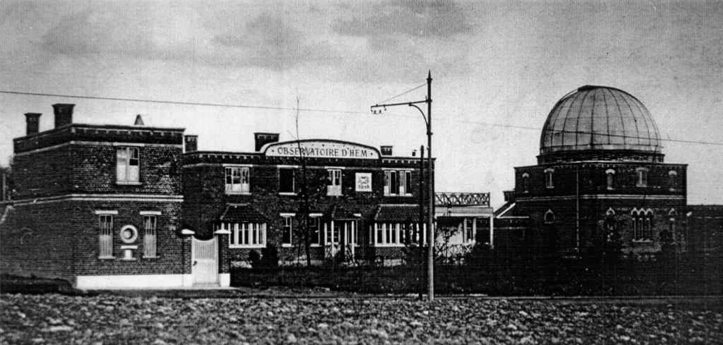
Bild des Observarotiums in Hem nach 1909

Bereits im Jahr 1908 wurde Jonckheere bewusst, dass er ein größeres Teleskop benötigt und einen dunkleren Beobachtungsort. Im selben Jahr baute er sich ein neues Observatorium in Hem in der Nähe von Lille. Durch das neue Teleskop war es möglich weiter entfernte astronomische Objekte zu betrachten. So entdeckte Jonckheere eine Vielzahl bisher unbekannter Objekte, darunter die planetarischen Nebel Jonckheere 320 und Jonckheere 900. Er gilt als einer der führenden Doppelsternentdecker.

## Veröffentlichungen (Auswahl)
- R. Jonckheere: Cent nouvelles étoiles doubles, 5 ème Série. Monthly Notices of the Royal Astronomical Society, Band 71 (1911), S. 750 (online)
- R. Jonckheere: Mesures d’étoiles doubles à l’Observatoire de Lille. Monthly Notices of the Royal Astronomical Society, Band 72 (1911), S. 156 (online)
- R. Jonckheere: Nouvelles étoiles doubles. 8 ème Série. Monthly Notices of the Royal Astronomical Society, Band 72 (1912), S. 188 (online)
- R. Jonckheere: Sur les Catalogues d’Etoiles doubles et en particulier sur celui de R.G. Aitken. Journal des Observateurs, Band 27 (1944), S. 73 (online)